# Přítomný čas
Přítomný čas (prézens (2. pád prézentu), z latinského praesens) je slovesný čas, který v různých jazycích vyjadřuje především v současnosti probíhající děje nebo trvající stavy. Obvykle je bezpříznakový a dá se jím vyjádřit i minulost (tzv. prézens historický, např. „Roku 1348 zakládá Karel IV. univerzitu“) nebo budoucnost (např. „Zítra jedu do Prahy“, německy Morgen fahre ich nach Prag apod.). Jaký časový význam konkrétní forma přítomného času v dané jazykové výpovědi má, vyplývá z kontextu.